# Saint-André-de-Seignanx

Saint-André-de-Seignanx este o comună în departamentul Landes din sud-vestul Franței. În 2009 avea o populație de 1.532 de locuitori.

## Evoluția populației
| An        | 1975 | 1982  | 1990  | 1999  | 2006  | 2009  |
| --------- | ---- | ----- | ----- | ----- | ----- | ----- |
| Populație | 720  | 1.020 | 1.271 | 1.275 | 1.461 | 1.532 |